# أنخيل برافو
أنخيل برافو (بالإسبانية: Ángel Bravo)‏ هو لاعب كرة قاعدة فنزويلي، ولد في 4 أغسطس 1942 في ماراكايبو في فنزويلا.

## وصلات خارجية
- أنخيل برافو على موقعبيزبول رفرنس.كوم (الدوري الرئيسي) (الإنجليزية)
- أنخيل برافو على موقعبيزبول رفرنس.كوم (الدوري الثانوي) (الإنجليزية)